# Viridictyna
Viridictyna es un género de arañas araneomorfas de la familia Dictynidae. Se encuentra en Nueva Zelanda.

## Lista de especies
Según The World Spider Catalog 12.0:
- Viridictyna australis Forster, 1970
- Viridictyna kikkawai Forster, 1970
- Viridictyna nelsonensis Forster, 1970
- Viridictyna parva Forster, 1970
- Viridictyna picata Forster, 1970